# Come aria
Come aria è un singolo del rapper italiano Massimo Pericolo, pubblicato il 29 marzo 2024 come quarto estratto dal terzo album in studio Le cose cambiano.

## Tracce
Testi di Alessandro Vanetti, Gregory Taurone e Stefano Baraldi, musiche di Gregory Taurone.
1. Come aria – 3:16

## Classifiche
| Classifica (2023) | Posizione massima |
| ----------------- | ----------------- |
| Italia            | 64                |